# Cordia platythyrsa
A Cordia platythyrsa a borágófélék családjába tartozó Nyugat-Afrikai fafajta. Megtalálható Kamerun, a Kongói Szabadállam, Elefántcsontpart, Egyenlítői-Guinea, Gabon, Gambia, Ghána, Guinea, Bissau-Guinea, Libéria, Nigéria, Szenegál, Sierra Leone, Togo és Kongói Demokratikus Köztársaság területén. Több mint 30 méter magasra nő meg, törzsének átmérője 1 méter. Színe világossárga, anyaga szivacsos, amit többek között bútorok, kenuk és hangszerek (pl. dzsembé) készítésére használnak. 
A veszélyeztetett fajok IUCN vörös listáján szerepel.